# Vitus Huonder

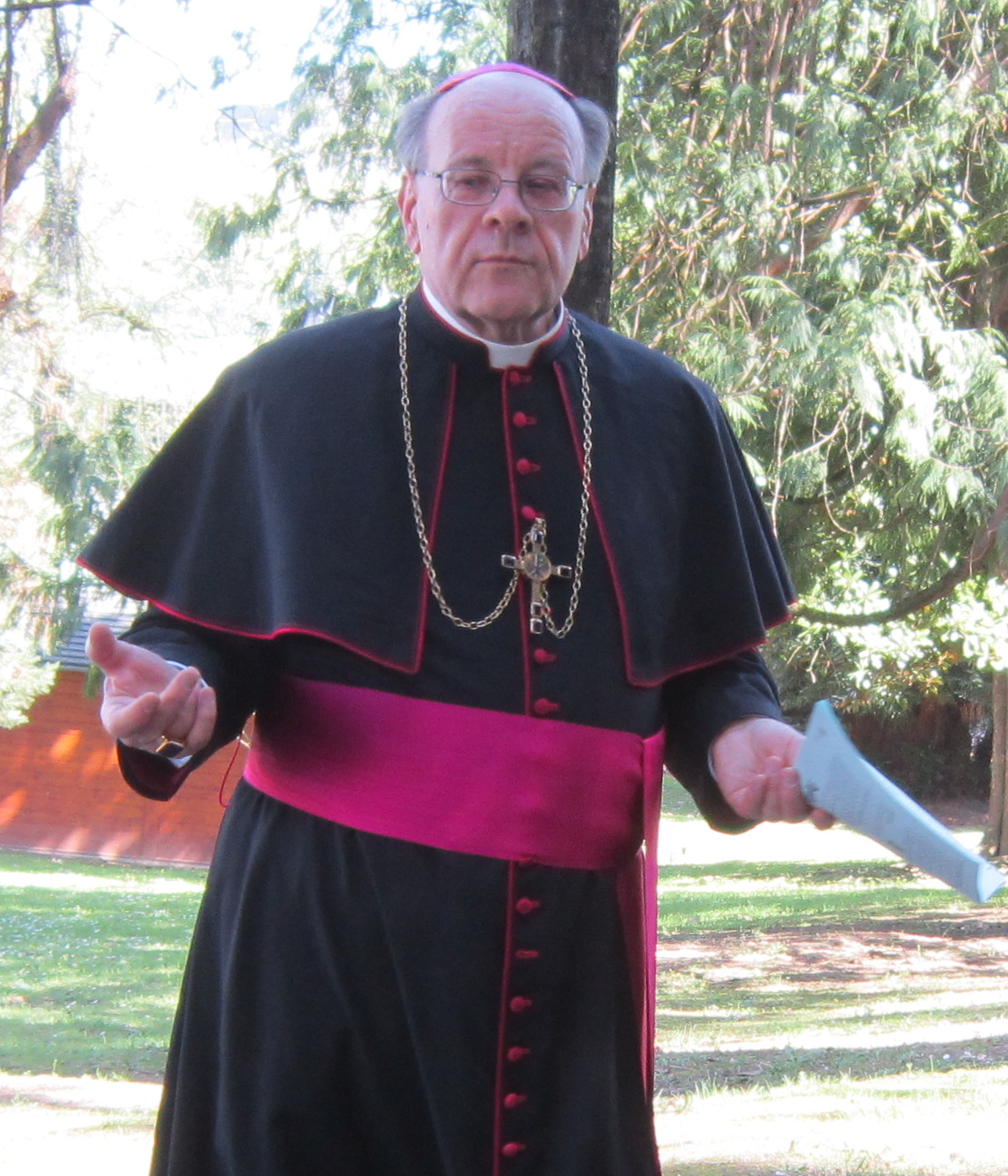
Bischof Vitus Huonder (2013)

Bischofswappen

Vitus Huonder (* 21. April 1942 in Trun, Kanton Graubünden; † 3. April 2024 in Wangs, Kanton St. Gallen) war ein Schweizer römisch-katholischer Geistlicher und von 2007 bis 2019 Bischof von Chur.

## Leben
Vitus Huonder besuchte von 1958 bis 1963 das Gymnasium der Klosterschule Disentis. Nach der Matura trat er in die Benediktinerabtei Disentis ein und absolvierte das Noviziat. Er studierte Philosophie in Maria Einsiedeln und ab 1965 Theologie am Päpstlichen Athenaeum Sant’Anselmo in Rom. Nachdem ihm Zweifel an seiner Berufung gekommen waren, trat er aus dem Kloster aus. Nach einem Jahr Tätigkeit in der Jugendarbeit in Zürich setzte er sein Theologiestudium an der Universität Freiburg im Üechtland fort und empfing am 25. September 1971 durch Bischof Johannes Vonderach in der Pfarrkirche Thalwil die Priesterweihe. 1973 wurde er an der Universität Freiburg mit der Dissertationsschrift Israel, Sohn Gottes. Zur Deutung eines alttestamentlichen Themas in der jüdischen Exegese des Mittelalters zum Doktor der Theologie promoviert. Anschliessend war er bis 1976 als Universitätsassistent in Freiburg und als Dozent für Altes Testament an der Theologischen Hochschule Chur tätig. Von 1976 bis 1988 war er Seelsorger im Pfarrdienst in Kilchberg ZH (1976–1982), Sachseln OW (1982–1984) und Egg ZH (1984–1988).
1989 habilitierte sich Huonder im Fach Liturgiewissenschaft an der Universität Freiburg. 1990 wurde er von Bischof Wolfgang Haas zum Domkanoniker in Chur sowie zum Generalvikar für Graubünden, Glarus und das Fürstentum Liechtenstein berufen. Von 1993 bis 1998 hatte er verschiedene Lehraufträge in Liturgiewissenschaft in Freiburg und Chur. 1998 bestätigte ihn der Bischof von Chur, Amédée Grab, als Generalvikar für Graubünden und ernannte ihn zum Moderator der bischöflichen Kurie (Moderator Curiae).
Huonder engagierte sich für zahlreiche Initiativen im Heiligen Land. 1991 wurde er von Kardinal-Grossmeister Carlo Kardinal Furno zum Ritter des Ritterordens vom Heiligen Grab zu Jerusalem ernannt durch Bischof Johannes Vonderach, Grossprior der Schweizer Statthalterei, in den Orden investiert. Er war ab 2008 Grossoffizier des Ordens.
Am 6. Juli 2007 wählte das Churer Domkapitel aus einer vom Heiligen Stuhl vorgelegten Terna der römischen Kongregation für die Bischöfe Huonder zum Bischof von Chur und zum Apostolischen Administrator der Kantone Obwalden, Nidwalden, Glarus, Zürich und eines Teils von Uri. Papst Benedikt XVI. bestätigte mit Datum vom 8. Juli 2007 diese Wahl. Die Bischofsweihe spendete ihm sein Vorgänger, Bischof Amédée Grab OSB, am 8. September 2007 im Kloster Einsiedeln; Mitkonsekratoren waren Erzbischof Francesco Canalini, Apostolischer Nuntius in der Schweiz, und Kurt Koch, Bischof von Basel. Der Wahlspruch Bischof Huonders lautet Instaurare omnia in Christo (Alles in Christus erneuern). In der Schweizer Bischofskonferenz übernahm er die Leitung der Abteilung „Ökumene“. 2008 nahm er mit einer Delegation von 340 Schweizer Jugendlichen am Weltjugendtag 2008 in Sydney teil. Von 2008 bis 2011 war er Präsident der AGCK (Arbeitsgemeinschaft Christlicher Kirchen in der Schweiz).
Nachdem Huonder im Hinblick auf seinen 75. Geburtstag im April 2017 sein Rücktrittsgesuch eingereicht hatte, verlängerte Papst Franziskus dessen Amtszeit um zwei Jahre. Nach Ablauf der zwei Jahre wurde die Amtszeit auf unbekannte Zeit verlängert. Am 20. Mai 2019 nahm Papst Franziskus seinen Amtsverzicht als Bischof von Chur an und setzte am 20. Mai 2019 den emeritierten Bischof von Reykjavík, Pierre Bürcher, als Apostolischen Administrator des vakanten Bistums Chur ein; im März 2021 folgte Joseph Maria Bonnemain im Amt.
Vitus Huonder lebte seit seiner Emeritierung 2019 im Institut Sancta Maria in Wangs, wo er am 3. April 2024 nach schwerer Krankheit kurz vor Vollendung seines 82. Lebensjahres starb. Huonder wurde nicht an seinem früheren Bischofssitz Chur bestattet, sondern auf eigenen Wunsch am Sitz der Priesterbruderschaft St. Pius X. in Écône im Wallis.

## Wirken
Kurz nach deren Erscheinen im Jahr 2007 unterstützte Huonder die katholisch-traditionalistische Website gloria.tv mit einem Empfehlungsschreiben. Im März 2013 distanzierte er sich jedoch von gloria.tv und entliess dessen Einzelprokuristen Reto Nay als Pfarradministrator von Tujetsch. Bereits im Vorjahr hatte Huonder Nay wegen dessen Mitarbeit beim rechtsextremen Blog kreuz.net ermahnt.
Huonder war ab dem 6. Januar 2011 Mitglied der Bischöflichen Kommission «Ecclesia celebrans». Huonder soll die Vorgabe aus Rom, keine Priesteramtskandidaten aufzunehmen, die bereits in anderen Bistümern wegen mangelnder Eignung abgewiesen wurden, missachtet haben. Für seine Äusserungen stand er immer wieder in der Kritik; so etwa für die Aussage, dass göttliches Recht über dem weltlichen Recht stehe, oder für seine Ansichten über den Sexualkundeunterricht.
In dem zum «Tag der Menschenrechte» am 10. Dezember 2013 veröffentlichten Hirtenbrief Gender – die tiefe Unwahrheit einer Theorie sprach sich Huonder gegen die staatliche Vereinnahmung der Kinder durch die politische Infragestellung von Ehe und Familie aus. Dem sogenannten Genderismus gehe es vordergründig um die Gleichstellung der Geschlechter auf allen gesellschaftlichen Ebenen, tatsächlich würden aber Ehe und Familie als tragende Strukturen der Gesellschaft angegriffen. Ungerechtigkeit im Verhältnis der Geschlechter könne durch die Leugnung der Unterschiede zwischen den Geschlechtern nicht behoben werden. Die Erschaffung des Menschen als Mann und Frau sei eine Vorgabe des Schöpfers, über die der Mensch nicht verfügen könne und dürfe. Darüber hinaus sei der Genderismus wissenschaftlich unhaltbar, er schade Männern, Frauen und Kindern. Laut Neuer Zürcher Zeitung ergänzte sein Sprecher Giuseppe Gracia, dass der Bischof die Gläubigen ermutige, bei allen anstehenden Volksentscheidungen zu Ehe, Familie, Sexualerziehung, Adoption durch gleichgeschlechtliche Paare oder Krankenkassenfinanzierung gemäss der Lehre der katholischen Kirche abzustimmen, etwa in der Volksinitiative «Abtreibungsfinanzierung ist Privatsache», die es den Krankenkassen verbieten wollte, Schwangerschaftsabbrüche aus der Grundversicherung zu zahlen, oder der Initiative „Für Ehe und Familie – gegen die Heiratsstrafe“ der CVP, mit der die Ehe als Partnerschaft zwischen Mann und Frau auf Verfassungsstufe definiert werden sollte.
Durch schriftlichen Auftrag vom 9. Januar 2015 erhielt Huonder vom Präfekten der Glaubenskongregation den Auftrag, in einen Dialog mit der Priesterbruderschaft St. Pius X. einzutreten. Ziel des Dialoges sollte es sein, den Weg zu einer kanonischen Anerkennung zu ebnen. Huonder zog nach seiner Emeritierung im April 2019 in das Institut Sancta Maria in Wangs (Kanton St. Gallen), ein Knabeninternat der Priesterbruderschaft. Huonder begründete diesen Schritt damit, dass er von der Glaubenskongregation beauftragt worden sei, den Kontakt mit der Bruderschaft weiter zu pflegen. Der Vatikan verneinte auf Anfrage der Presse allerdings einen solchen Auftrag. Huonder berief sich gemäss Bistumssprecher Giuseppe Gracia auf Kardinal Gerhard Ludwig Müller. Huonder behauptete, dass sein Ruhestand im besagten Institut von der päpstlichen Kommission Ecclesia Dei gutgeheissen und er von dieser zu diesem Schritt ermutigt worden sei.
Im September 2021 feierte Hounder sein 50-jähriges Priesterjubiläum in der Kirchgemeinde Sancta Maria. Beim Pontifikalamt in der ausserordentlichen Form des römischen Ritus assistierten Priester der Bruderschaft, unter anderem Franz Schmidberger.

## Kritik
Rolf Trechsel, ein Vorstandsmitglied der Schwulenorganisation Pink Cross, äusserte gegenüber der Neuen Zürcher Zeitung, von den Einlassungen Huonders zum Gender-Konzept stimme «so ziemlich nichts». Die Adoption von Kindern durch Homosexuelle als «Auslieferung» zu bezeichnen, sei ein «ungeheuerliches Wort und eine gemeine, billige Polemik, die jede Menschenfreundlichkeit vermissen» lasse. Dies treffe auch auf die Behauptung zu, Kinder, die in gleichgeschlechtlichen Beziehungen aufwüchsen, würden in ihrer psychischen Entwicklung geschädigt. Dies sei «durch unzählige wissenschaftliche Studien widerlegt».
Ende Juli 2015 hielt Huonder anlässlich des Kongresses Freude am Glauben des Forums Deutscher Katholiken in Fulda einen Vortrag mit dem Titel Die Ehe – Geschenk, Sakrament und Auftrag. Neben Beifall löste er vor allem in der Schweiz Kritik wegen der Erwähnung zweier Stellen aus dem Alten Testament aus, darunter Lev 20,13 , von denen er die Ansicht vertrat, «die beiden zitierten Stellen allein würden genügen, um der Frage der Homosexualität aus der Sicht des Glaubens die rechte Wende zu geben». Diese Äusserung wurde mehrfach als Aufruf zur Gewalt gegen Homosexuelle verstanden. In zwei Stellungnahmen im August 2015 brachte Huonder zum Ausdruck, selbstverständlich trete er «nicht für die alttestamentarische Forderung nach der Todesstrafe für homosexuell empfindende Menschen ein», und bedauerte, derart missverstanden worden zu sein. Die Bündner Staatsanwaltschaft stellte ein auf eine Anzeige der Organisation Pink Cross hin eröffnetes Verfahren im Oktober 2015 ein; das Kantonsgericht Graubünden wies in der Folge eine Beschwerde zurück, da kein strafbares Verhalten Huonders vorgelegen habe. Das Bistum Chur zeigte sich vom Ausgang des Verfahrens nicht überrascht.

## Schriften
- Israel, Sohn Gottes: Zur Deutung eines alttestamentlichen Themas in der jüdischen Exegese des Mittelalters. Vandenhoeck und Ruprecht, Göttingen 1973, ISBN 3-525-53307-1 (Dissertation).
- Auf der Suche nach Gott: Der christliche Glaube und die anderen Religionen. Kanisius, Freiburg 1982, ISBN 3-85764-141-X.
- Gnadennovenen. Kanisius, Freiburg 1984, ISBN 3-85764-170-3.
- Zur Feier des Sonntags. Kanisius, Freiburg 1986.
- Die Psalmen in der Liturgia horarum. Universitätsverlag, Freiburg 1991, ISBN 3-7278-0758-X (Habilitationsschrift).